# Centro de Satélite da Organização Indiana de Pesquisa Espacial
O Centro de Satélite da Organização Indiana de Pesquisa Espacial (em inglês:  ISRO Satellite Centre (ISAC); em hindi:  इसरो उपग्रह केंद्र; em canada: ಇಸ್ರೋ ಉಪಗ್ರಹ ಕೇಂದ್ರ) é o centro principal da Organização Indiana de Pesquisa Espacial (ISRO, na sua sigla em inglês) para o projeto, desenvolvimento, fabricação e teste de todos os satélites de fabricação indiana. Foi criado no ano de 1972 como Indian Scientific Satellite Project (ISSP) em Peenya Industrial Estates de Bangalore.
Situado em Vimanapura Post de Bangalore, Karnataka, o centro já produziu mais de 50 satélites, incluindo a série INSAT, as séries IRS, bem como os satélites de comunicação GSAT.
S.K.Shivkumar foi nomeado em 2012 como diretor do ISRO Satellite Centre (ISAC).
À semelhança de outros centros da ISRO, O ISAC também é organizado sob Matrix Management Structure. O centro é dividido em várias áreas funcionais, como (Controle e Missão, Área de Sistemas Eletrônicos, Sistemas da Área Mecânica, Confiabilidade e Área de Componentes, etc).